# Grigory Fichtenholz
Gregory Mihailovich Fichtenholz (em russo:  Григорий Михайлович Фихтенгольц; Odessa, 5 de junho de 1888 — São Petersburgo, 25 de junho de 1959) foi um matemático russo.

## Biografia
G.M. Fichtengolts completou o curso de matemática em 1911, na Universidade Nacional de Odessa, trabalhando depois no Instituto de Eletrotécnica em São Petersburgo.

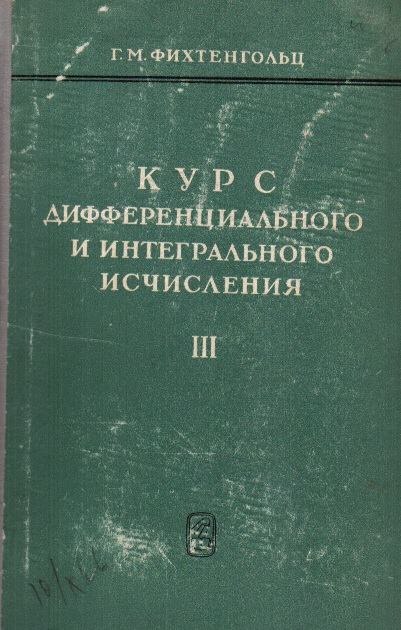
3.º Volume de "Differential- und Integralrechnung"

## Obras
- Differential- und Integralrechnung. 3 Volumes (= Hochschulbücher für Mathematik. Volumes 61–63), 14.ª Edição. Harri Deutsch, 2006, ISBN 3-8171-1418-4. (inicialmente em russo 1947 a 1949)
- Infinite Series: Rudiments. Gordon and Breach, 1970.
- Infinite Series: Ramifications. Gordon and Breach, 1970.
- Functional Series: Rudiments. Gordon and Breach, 1970.
- Grundlagen der mathematischen Analysis. 2 Volumes, 1960, 1964 (em russo)